# Canton de Saint-Chinian
Le canton de Saint Chinian est une ancienne division administrative française située dans le département de l'Hérault, dans l'Arrondissement de Béziers.

## Composition
Il était composé des treize communes suivantes :
| Nom                       | Code Insee | Intercommunalité          | Superficie (km2) | Population (dernière pop. légale) | Densité (hab./km2) |
| ------------------------- | ---------- | ------------------------- | ---------------- | --------------------------------- | ------------------ |
| Saint-Chinian (chef-lieu) | 34245      | CC Sud-Hérault            | 23,29            | 1 806 (2014)                      | 78                 |
| Agel                      | 34004      | CC du Minervois au Caroux | 12,54            | 216 (2014)                        | 17                 |
| Aigues-Vives              | 34007      | CC du Minervois au Caroux | 12,81            | 461 (2014)                        | 36                 |
| Assignan                  | 34015      | CC Sud-Hérault            | 7,95             | 168 (2014)                        | 21                 |
| Babeau-Bouldoux           | 34021      | CC Sud-Hérault            | 21,40            | 291 (2014)                        | 14                 |
| Cazedarnes                | 34065      | CC Sud-Hérault            | 11,64            | 593 (2014)                        | 51                 |
| Cébazan                   | 34070      | CC Sud-Hérault            | 13,03            | 592 (2014)                        | 45                 |
| Cessenon-sur-Orb          | 34074      | CC Sud-Hérault            | 37,29            | 2 200 (2014)                      | 59                 |
| Cruzy                     | 34092      | CC Sud-Hérault            | 25,85            | 1 001 (2014)                      | 39                 |
| Montouliers               | 34170      | CC Sud-Hérault            | 7,70             | 249 (2014)                        | 32                 |
| Pierrerue                 | 34201      | CC Sud-Hérault            | 11,70            | 294 (2014)                        | 25                 |
| Prades-sur-Vernazobre     | 34218      | CC Sud-Hérault            | 19,98            | 303 (2014)                        | 15                 |
| Villespassans             | 34339      | CC Sud-Hérault            | 14,07            | 159 (2014)                        | 11                 |

À noter que les communes d'Agel et d'Aigues-Vives ne partagent aucune limite territoriale avec les autres communes du canton.

## Photos du canton
|  |  |

## Représentation

### Conseillers d'arrondissement (de 1833 à 1940)
Le canton de Saint-Chinian avait deux conseillers d'arrondissement.
Il appartenait à l'arrondissement de Saint-Pons jusqu'à sa disparition en 1926.
| Période                                  | Période      | Identité                 | Étiquette   | Qualité |
| ---------------------------------------- | ------------ | ------------------------ | ----------- | --- |
| 1833                                     | 1836         | Jérôme Estèbe            |             | Maire d'Agel                                                                                                |
| 1833                                     | 1842         | Denis Flottes            |             | Négociant, conseiller municipal de Saint-Chinian                                                            |
| 1836                                     | 1842         | M. Lapérouse de Cassis   |             | Propriétaire à Cruzy                                                                                        |
| 1842                                     | 1861         | Adolphe Arnaud           |             | Négociant, maire de Saint-Chinian                                                                           |
| 1842                                     | 1848         | Jean Joseph Robert       |             | Géomètre à Cessenon                                                                                         |
| 1848                                     | 1864         | Gustave Andral           |             | Maire de Villespassans                                                                                      |
| 1861                                     | 1864 (décès) | Jean-Louis-Paul Mirepoix |             | Maire de Saint-Chinian                                                                                      |
| 1864                                     | 1871         | Louis Mourgues           |             | Notaire à Cessenon                                                                                          |
| 1864                                     | 1871         | Édouard Gaubert          |             | Juge de paix à Saint-Chinian                                                                                |
| 1871                                     |              | Denis Castel             | Républicain | Médecin à Cessenon, propriétaire à Villespassans, Président du Conseil d'arrondissement                     |
| 1871                                     |              | Justin Hortala           | Républicain | Pharmacien à Cruzy                                                                                          |
|                                          |              |                          |             | |
| 1919                                     | 1925         | Denis Cougnenc           |             | Médecin, maire de Cessenon                                                                                  |
| 1919                                     | 1925         | Albert Mouly             |             | Maire d'Aigues-Vives                                                                                        |
| 1925                                     | 1931         | Louis Sicard             | SFIO        | Propriétaire à Cruzy                                                                                        |
| 1925                                     | 1940         | Victor Riché             | Radical     | Industriel à Cessenon                                                                                       |
| 1931                                     | 1940         | Édouard Fraisse          | SFIO        | Maire de Cruzy                                                                                              |
| 1940                                     |              |                          |             | Les conseils d'arrondissement ont été suspendus par la loi du 12 octobre 1940 et n'ont jamais été réactivés |
| Les données manquantes sont à compléter. |              |                          |             | |

### Conseillers généraux de 1833 à 2015
| Période                                  | Période               | Identité                                   | Étiquette    | Qualité |
| ---------------------------------------- | --------------------- | ------------------------------------------ | ------------ | --- |
| 1833                                     | 1840                  | André Vernazobres (1799-1860)              |              | Fabricant de draps Maire de Saint-Chinian                                                                               |
| 1840                                     | 1852                  | Joseph Fourcade                            | Droite       | Négociant à Saint-Chinian, propriétaire à Caraman Député (1876-1878)                                                    |
| 1852                                     | 1870                  | Alexandre Andoque                          |              | Maire de Cruzy Édificateur du château de Sériège                                                                        |
| 1870                                     | 1871                  | Auguste Sabatier                           | Républicain  | Docteur en droit, Saint-Chinian                                                                                         |
| 1871                                     | 1874                  | Maximin Valentin (1866-1909)               |              | Ancien lieutenant de vaisseau Maire de Saint-Chinian                                                                    |
| 1874                                     | 1886                  | Jules Razimbaud                            | Rad.         | Avocat et notaire à Saint-Chinian Député (1885-1893 et 1898-1904) Sénateur (1904-1915)                                  |
| 1886                                     | 1886 (annulation)     | Baron Henry Bougault                       | Droite       | Ancien officier, avocat, magistrat                                                                                      |
| 1886                                     | 1915 (décès)          | Jules Razimbaud                            | Rad.         | Avocat et notaire à Saint-Chinian Député (1885-1893 et 1898-1904) Sénateur (1904-1915)                                  |
| 1915                                     | 1919                  | siège vacant                               |              | |
| 1919                                     | 1922                  | Jules-Armand Razimbaud (fils du précédent) | Rad.         | Propriétaire - Maire de Saint-Chinian Député (1904-1914)                                                                |
| 1922                                     | 1928                  | Albert Mouly                               | PRS          | Propriétaire-viticulteur, maire d'Aigues-Vives                                                                          |
| 1928                                     | 1940                  | Joseph Babeau                              | PRS          | Docteur en médecine Maire de Saint-Chinian Nommé conseiller départemental en 1942                                       |
|                                          |                       |                                            |              | |
| 1945                                     | novembre 1995 (décès) | Raoul Bayou                                | SFIO puis PS | Professeur de collège Député (1958-1986) Maire de Cessenon-sur-Orb                                                      |
| janvier 1996                             | 2015                  | Robert Tropéano                            | PS puis PRG  | Inspecteur central des Postes Sénateur (2006-2014) maire de Saint-Chinian (1983-2014) Vice-Président du Conseil Général |
| Les données manquantes sont à compléter. |                       |                                            |              | |

## Monuments ou sites remarquables
| - Base nautique de Réals sur l'Orb à Cessenon-sur-Orb - Source du Vernazobres | - Monument de Fontjun (résistance) - Cave coopérative viticole des vignerons de Saint-Chinian |

## Démographie
| 1962  | 1968  | 1975  | 1982  | 1990  | 1999  | 2006  | 2011  | 2012  |
| ----- | ----- | ----- | ----- | ----- | ----- | ----- | ----- | ----- |
| 8 482 | 7 968 | 6 974 | 6 681 | 6 501 | 6 833 | 7 582 | 8 079 | 8 138 |